# 기븐 (만화)
기븐(일본어: ギヴン)은 일본의 BL 만화이다.
2019년 7월부터 9월까지 후지 TV의 노이타미나에서 방영되었다.